# Omar Mukhtar
Omar Mukhtar (arabisch عمر المختار Umar al-Muchtar, DMG ʿUmar al-Muḫtār; * 20. August 1858 in Zawiyat Janzur, Kyrenaika; † 16. September 1931 im Konzentrationslager Soluch) war ein libyscher Koranlehrer und Freiheitskämpfer.
Während der italienischen „Rückeroberung Libyens“ 1923 bis 1932 war er Anführer des libyschen Widerstands in der Cyrenaika. Im Jahr 1931 wurde er von den italienischen Faschisten gefangen genommen und im Konzentrationslager Soluch gehängt. Der Beiname Muchtar bedeutet „der Auserwählte“ und bezeichnet einen gewählten Dorfvorsteher.

## Italienische Besatzung

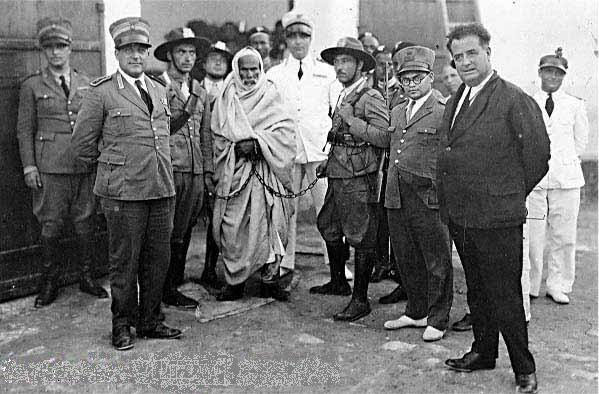
Omar Mukhtar in Ketten. Dieses Foto trug Muammar al Gaddafi bei seinem Italienbesuch an der Uniform.

Nachdem die Italiener 1911 im Italienisch-Türkischen Krieg nach dem Sieg über die bisherigen türkischen Machthaber die Küsten von Tripolitanien und der Kyrenaika besetzt hatten, organisierte Omar Mukhtar den Widerstand des Senussi-Ordens und führte einen hartnäckigen Guerillakrieg gegen die Besatzer. Im Bergland des Dschabal al-Achdar in der Kyrenaika verwickelte er italienische Truppen in über 260 verlustreiche Gefechte.

## Scheinkapitulation, Gefangennahme, Hinrichtung

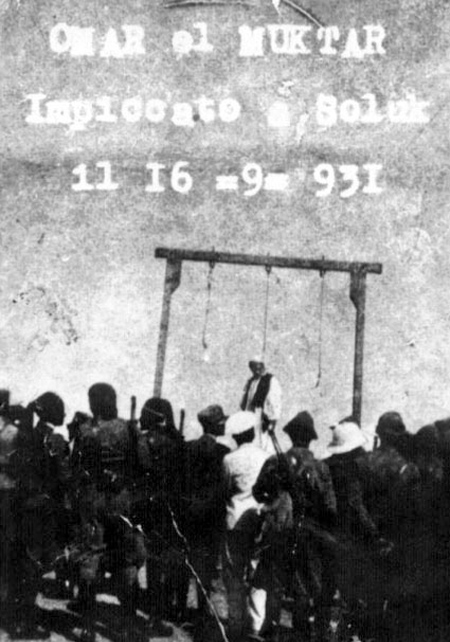
Foto des 1931 im KZ Soluch am Galgen hängenden Umar al-Muchtar.

Eine singuläre Stellung nahm in diesem Krieg der Juni 1929 ein: Der Rom-Korrespondent der Times berichtete, dass am 20. Juni 1929 in Barca die Sanussiya unter der Führung Omar Mukhtar den Krieg gegen die italienischen Besatzer aufgaben. Dem Bericht nach hatte Omar Mukhtar schon eine Woche zuvor den stellvertretenden Gouverneur Dominico Siciliani getroffen und die Kapitulation – die dann nie stattfand – bekanntgegeben: „Von dem Treffen zwischen Oberst Siciliani und Omar al-Mukhtar wird jetzt ein amüsanter Vorfall berichtet. Auf die Frage Oberst Sicilianis, ob er irgendwelche Forderungen geltend zu machen habe, antwortete der alte Mann, dass er sein Leben lang von Zuwendungen seiner treuen Anhänger gelebt habe und das weiter so halten wolle. Als Oberst Siciliani in seinen Taschen nichts anderes fand, überreichte er Omar seine goldene Armbanduhr. Dieser akzeptierte das Geschenk und sagte, es sei das erste und einzige Geschenk, das er jemals von der italienischen Regierung angenommen hätte.“
Der Krieg ging dennoch weiter. Im September 1931 geriet Omar Mukhtar bei einem Gefecht in Gefangenschaft der Italiener und wurde am 15. desselben Monats im Konzentrationslager Soluch bei Bengasi von einem Militärgericht zum Tode verurteilt. Am Tag darauf erfolgte die öffentliche Hinrichtung durch den Strick.
Der Tod Omar Mukhtars bedeutete das Ende des militärischen Widerstands der Libyer. Nachdem bereits im Januar 1931 die Kufra-Oasen, eines der letzten Widerstandszentren, durch die italienischen Truppen erobert worden waren, befand sich nun das ganze Land unter der Kontrolle der Italiener.

## Nachleben
In Libyen gilt Omar Mukhtar als Nationalheld. Er ist auf einer der höchstdotierten libyschen Banknoten (10 Libysche Dinar) abgebildet und in vielen arabischen Städten wurden Straßen nach ihm benannt.
1980 entstand der Film Omar Mukhtar – Löwe der Wüste von Moustapha Akkad, der das Leben und den Kampf von Omar Mukhtar darstellt. Die Rolle von Omar wurde von Anthony Quinn gespielt.

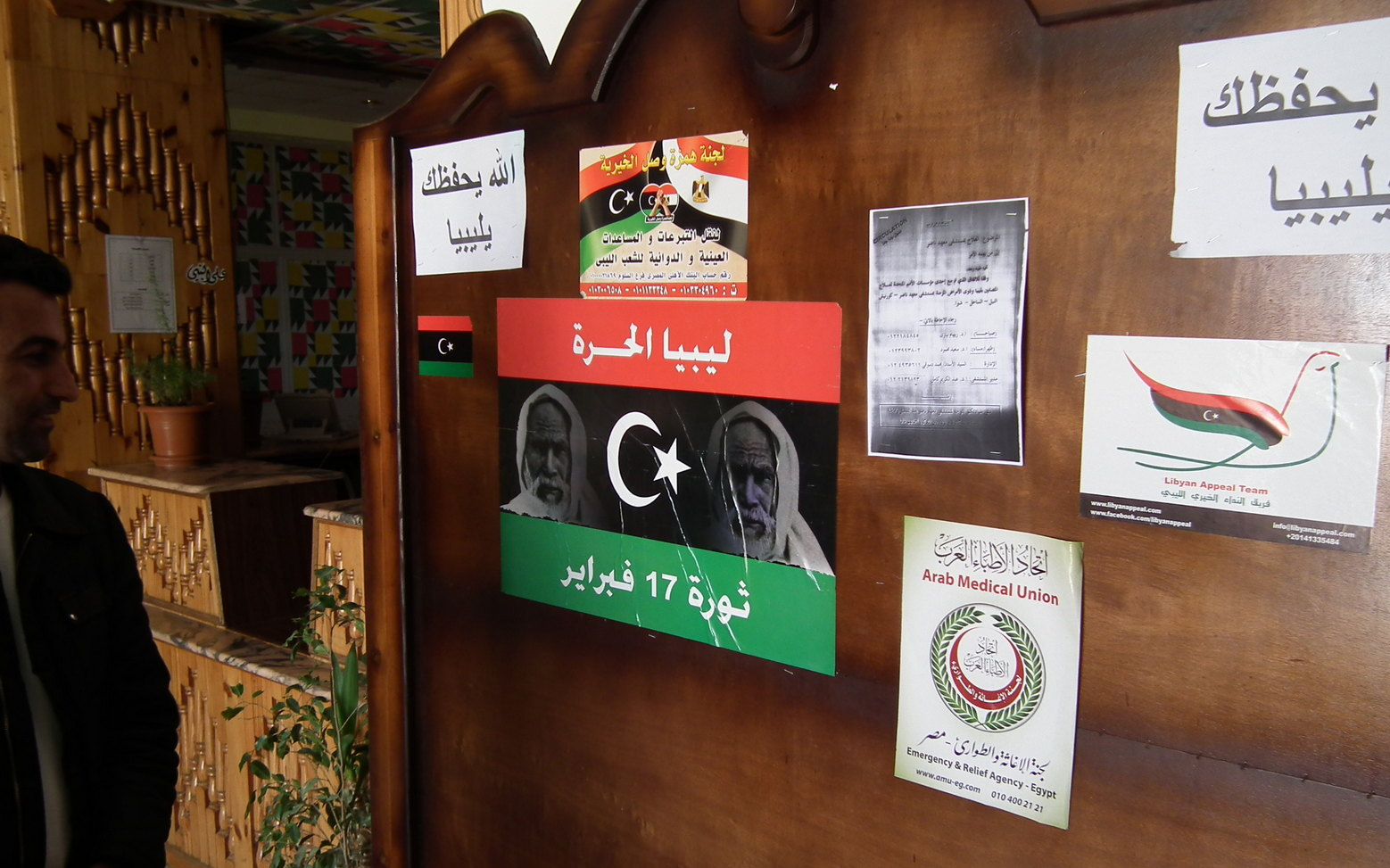
Plakat zum 17.-Februar-Aufstand, mit dem Porträt von Omar Mukhtar

Als Muammar al-Gaddafi am 10. Juni 2009 zum ersten offiziellen Besuch in Italien eintraf, trug er demonstrativ das Foto des gefangenen Omar Mukhtar an seiner Uniform.
Die Libysche Nationale Befreiungsarmee, die 2011 erfolgreich gegen die Herrschaft Gaddafis kämpfte, benannte eine Brigade nach Omar Mukhtar, sein Porträt tauchte immer wieder auf Logos und Plakaten der Aufständischen auf.